# Chhinnamasta
Chhinnamasta – gaun wikas samiti we wschodniej części Nepalu w strefie Sagarmatha w dystrykcie Saptari. Według nepalskiego spisu powszechnego z 2001 roku liczył on 1426 gospodarstw domowych i 8729 mieszkańców (4230 kobiet i 4499 mężczyzn).